# 裕廊西體育場
裕廊西體育場（英語：Jurong West Sports and Recreation Centre）是一個位於新加坡裕廊西的多用途運動場及體育娛樂中心，於2006年11月10日啟用，是新加坡最大的綜合體育場。

## 設施

### 球場
裕廊西體育場目前是幼獅足球會的主場，淡濱尼流浪亦曾此這球場為主場，球場能容納4,200名觀眾。此外這球場亦是第二順位舉行國際足球賽的球場，排在惹蘭勿剎體育場之後。

### 綜合游泳池
裕廊西綜合游泳池設有戲水池、兒童池、教學、漂流河等，亦設有符合奧林匹克標準的有蓋游泳池，提供465個座位。

### 其它
體育場亦設有網球場、乒乓球桌、羽毛球場等設施。

## 交通
體育場靠近先驱地铁站。